# Liste französischer Thronprätendenten
In Frankreich gibt es nach wie vor eine aktive monarchistische Bewegung. Diese ist unter anderem in der Alliance Royale organisiert. In der Frage der Nachfolge teilt sich die Bewegung in drei Lager auf, die Legitimisten, die Orléanisten und die Bonapartisten. Die Liste französischer Thronprätendenten gibt eine Übersicht über französische Thronanwärter seit dem Ende des Ancien regime, welche von den jeweiligen Lagern unterstützt wurden und werden.

Monarchistische Fahne Frankreichs

## Von der Heiligen Liga unterstützter Prätendent
|  | Thronname (Lebensdaten)                                           | Fürstenhaus | Anmerkungen |
|  | ----------------------------------------------------------------- | ----------- | --- |
|  | Charles de Bourbon „Karl X.“ (* 22. Dezember 1523, † 9. Mai 1590) | Bourbonen   | Erzbischof von Rouen und Kardinal, wurde von der Heiligen Liga der Guisen drei Tage nach der Ermordung Heinrichs III. 1589 unter dem Namen Karl X. zum neuen französischen König ausgerufen. Erkannte selbst seinen Neffen Heinrich IV. als neuen König an. |

## Von den Royalisten gegen die Revolution unterstützte Prätendenten

### Aus dem Haus Bourbon
|  | Thronname (Lebensdaten)                                                                       | Fürstenhaus | Anmerkungen |
|  | --------------------------------------------------------------------------------------------- | ----------- | --- |
|  | Louis Charles de Bourbon „Ludwig XVII.“ (* 27. März 1785, † 8. Juni 1795)                     | Bourbonen   | Sohn von König Ludwig XVI. von Frankreich. Nach dessen Hinrichtung 1793 von den Anhängern des Königtums als König anerkannt. |
|  | Louis Stanislas Xavier de Bourbon „Ludwig XVIII.“ (* 17. November 1755, † 16. September 1824) | Bourbonen   | Bruder von König Ludwig XVI. von Frankreich. Nach dem Tod seines Neffen von den Anhängern des Königtums als König anerkannt. Konnte nach dem Ende von Napoleon Bonaparte 1814/15 und der Restauration den französischen Thron besteigen. |

## Von den Legitimisten gegen die Orléanisten unterstützte Prätendenten

### Aus dem Haus Bourbon
|  | Thronname (Lebensdaten)                                                                 | Fürstenhaus | Anmerkungen |
|  | --------------------------------------------------------------------------------------- | ----------- | --- |
|  | Louis Antoine de Bourbon „Ludwig XIX.“ (* 6. August 1775 in Versailles; † 3. Juni 1844) | Bourbonen   | Sohn von König Karl X. von Frankreich und Dauphin de France. Seit der Abdankung seines Vaters 1830 von den ultraroyalen Monarchisten (Legitimisten) als König anerkannt, als Gegenprätendent zum Haus Orléans und der Julimonarchie. |
|  | Henri Charles de Bourbon-Artois „Heinrich V.“ (* 29. September 1820, † 24. August 1883) | Bourbonen   | Sohn von Charles Ferdinand de Bourbon, duc de Berry, und Enkel von König Karl X. von Frankreich. Verweigerte nach dem Ende des zweiten Kaiserreichs 1871 die Anerkennung der Trikolore und einer konstitutionellen Verfassung. Starb ohne Erben, worauf das Haus Orléans die Führung des „Hauses Frankreich“ und damit die rechtmäßige Thronfolge beanspruchte. Die Legitimisten erkannten im Gegenzug die Linie der spanischen Bourbonen (Haus Bourbon-Anjou) an. |

### Aus dem Haus Bourbon-Anjou
|  | Thronname (Lebensdaten)                                                           | Fürstenhaus   | Anmerkungen |
|  | --------------------------------------------------------------------------------- | ------------- | --- |
|  | Juan Carlos de Borbón „Johann III.“ (* 15. Mai 1822, † 21. November 1887)         | Bourbon-Anjou | Sohn des spanischen Prinzen Carlos María Isidro de Borbón und zeitweiliger carlistischer Thronprätendent in Spanien. Als nächster Anverwandter des Henri Charles de Bourbon-Artois in agnatischer Linie 1883 von den französischen Legitimisten als neues Haupt der Bourbonen und damit als rechtmäßiger Thronprätendent anerkannt. Verzichtete selbst auf jede Rechte in Frankreich. |
|  | Carlos María de Borbón „Karl XI.“ (* 30. März 1848, † 18. Juli 1909)              | Bourbon-Anjou | ältester Sohn von Juan Carlos de Borbón, auch carlistischer Thronprätendent |
|  | Jaime de Borbón „Jakob I.“ (* 27. Juni 1870, † 2. Oktober 1931)                   | Bourbon-Anjou | einziger Sohn von Carlos María de Borbón, auch carlistischer Thronprätendent |
|  | Alfonso Carlos de Borbón „Karl XII.“ (* 12. September 1849, † 29. September 1936) | Bourbon-Anjou | zweiter Sohn von Juan Carlos de Borbón, hinterließ keinen Erben, auch carlistischer Thronprätendent |
|  | König Alfons XIII. von Spanien „Alfons I.“ (* 17. Mai 1886, † 28. Februar 1941)   | Bourbon-Anjou | 1886–1931 spanischer König |
|  | Jaime de Borbón „Jakob II.“ (* 23. Juni 1908, † 20. März 1975)                    | Bourbon-Anjou | Sohn Alfons’ XIII. von Spanien, auch carlistischer Thronprätendent |
|  | Alfons Jaime de Borbón „Alfons II.“ (* 20. April 1936, † 30. Januar 1989)         | Bourbon-Anjou | Sohn von Jaime de Borbón |
|  | Louis Alphonse de Bourbon „Ludwig XX.“ (* 25. April 1974)                         | Bourbon-Anjou | Sohn von Alfons Jaime de Borbón |

## Von den Orléanisten gegen die Legitimisten unterstützte Prätendenten

### Aus demHaus Orléans
|  | Thronname (Lebensdaten)                                                                                | Fürstenhaus | Anmerkungen |
|  | --- | ----------- | --- |
|  | Louis Philippe Albert d’Orléans „Philipp VII.“ (* 24. August 1838, † 8. September 1894)                | Orléans     | Enkel des „Bürgerkönigs“ Ludwig Philipp I. und bis zu dessen Sturz 1848 sein designierter Nachfolger als Prince Royal. Erkannte 1871 Henri Charles de Bourbon-Artois als rechtmäßigen Thronfolger an, beanspruchte aber nach dessen erbenlosen Tod 1883 die Führung des „Hauses Frankreich“ und damit das Thronfolgerecht für das Haus Orléans. |
|  | Louis Philippe Robert d’Orléans „Philipp VIII.“ (* 6. Februar 1869, † 28. März 1926)                   | Orléans     | Sohn von Louis Philippe Albert d’Orléans, hinterließ keinen Erben |
|  | Jean Pierre Clément Marie d’Orléans „Johann III.“ (* 4. September 1874, † 25. August 1940)             | Orléans     | Urenkel Ludwig Philipps I. |
|  | Henri Robert Ferdinand Marie Louis Philippe d’Orléans „Heinrich VI.“ (* 5. Juli 1908, † 19. Juni 1999) | Orléans     | Sohn von Jean Pierre Clément Marie d’Orléans |
|  | Henri Philippe Pierre Marie d’Orléans „Heinrich VII.“ (* 14. Juni 1933, † 21. Januar 2019)             | Orléans     | Sohn von Henri Robert Ferdinand Marie Louis Philippe d’Orléans |
|  | Jean Charles Pierre Marie d’Orléans „Johann IV.“ (* 19. Mai 1965)                                      | Orléans     | Sohn von Henri Philippe Pierre Marie d’Orléans |

## Von den Bonapartisten unterstützte Prätendenten
|  | Thronname (Lebensdaten)                                                             | Fürstenhaus | Anmerkungen                                                                   |
|  | ----------------------------------------------------------------------------------- | ----------- | ----------------------------------------------------------------------------- |
|  | Napoleon Franz Bonaparte „Napoleon II.“ (* 20. März 1811, † 22. Juli 1832)          | Bonaparte   | Sohn von Kaiser Napoleon I., der ihn testamentarisch zum Thronfolger erklärte |
|  | Napoléon Eugène Louis Bonaparte „Napoleon IV.“ (* 16. März 1856; † 1. Juni 1879)    | Bonaparte   | Sohn von Kaiser Napoleon III.                                                 |
|  | Napoléon Victor Bonaparte „Napoleon V.“ (* 18. Juli 1862; † 3. Mai 1926)            | Bonaparte   | Sohn von Napoléon Joseph Charles Paul Bonaparte                               |
|  | Louis Napoléon „Napoleon VI.“ (* 23. Januar 1914; † 3. Mai 1997)                    | Bonaparte   | Sohn von Napoléon Victor Bonaparte                                            |
|  | Charles Marie Jérôme Victor Napoléon Bonaparte „Napoleon VII.“ (* 19. Oktober 1950) | Bonaparte   | Sohn von Louis Napoléon                                                       |